# Convención de los Pastores de las Iglesias Mennonitas del Paraguay
Die Convención de los Pastores de las Iglesias Mennonitas del Paraguay (zu deutsch: Konferenz der Vereinigung der Mennonitengemeinden von Paraguay oder bloß Vereinigung der Mennonitengemeinden von Paraguay) ist ein mennonitischer Gemeindeverband im lateinamerikanischen Paraguay. 

## Geschichte
Die Geschichte der paraguayischen Mennoniten geht vor allem auf deutschsprachige Einwanderer Mitte des 20. Jahrhunderts zurück. Viele von ihnen haben russlanddeutsche Wurzeln. Formell wurde die Vereinigung der Mennonitengemeinden von Paraguay am 10. Januar 1967 in Filadelfia gegründet. Unter den ersten Gemeinden waren Gemeinden aus Asunción und aus den von mennonitischen Einwanderern gegründeten Siedlungen und Kolonien Volendam, Friesland, Neuland und Fernheim. Ein Jahr später traten auch Gemeinden aus Menno dem neuen Gemeindeverband bei. 
Der Gemeindeverband ist weiterhin größtenteils deutschsprachig. Viele der spanischsprachigen Gemeinden gründeten am 2. Dezember 1981 einen eigenen Gemeindeverband (Convención Evangélica Mennonita Paraguaya ), der jedoch in vielen Bereichen wie der Verwaltung weiterhin eng mit dem Mutterverband zusammen arbeitet. Im Jahr 2006 umfasste die spanischsprachige Vereinigung über 1.500 Mitglieder in 18 Gemeinden. 

## Gegenwart
Die Vereinigung der Mennonitengemeinden von Paraguay hatte im Jahr 2008 etwa 7400 Mitglieder in zusammen 20 Gemeinden. Die meisten Gemeinden befinden sich in den mennonitischen Siedlungen im Chaco im westlichen Paraguay. Der Gemeindeverband betreibt mit anderen mennonitischen Gemeindeverbänden aus Uruguay und Brasilien in Asunción ein gemeinsames Theologisches Seminar (Centro Evangélico Mennonita de Teología Asunción). In Zusammenarbeit mit anderen evangelischen Kirchen in Paraguay ist die Vereinigung darüber hinaus Trägerorganisation der Universidad Evangélica del Paraguay (Evangelische Universität Paraguay). Im Jahr 2008 gab die Vereinigung ein neues Gesangbuch für die deutschsprachigen Gemeinden in Amerika heraus (Gesangbuch der Mennoniten). Die Vereinigung ist Mitgliedskirche der Mennonitischen Weltkonferenz und war mit anderen mennonitischen Gemeindeverbänden 2009 Gastgeber der 15. Weltkonferenz in Asunción.
Neben der Vereinigung der Mennonitengemeinden von Paraguay bestehen in Paraguay weitere mennonitische Zusammenschlüsse wie zum Beispiel die Asociación Caritativa de los Hermanos Menonitas del Paraguay (deutsch: Vereinigung der Mennonitischen Brüdergemeinden Paraguays), die Convención Evangélica Mennonita Paraguaya (spanischsprachige Mennoniten), die Convención Evangélica de las Iglesias Paraguayas Hermanos Menonitas (spanischsprachige Mennonitische Brüdergemeinden), die Evangelisch-Mennonitische Bruderschaft (die auf die mennonitischen Allianzgemeinden der Ukraine zurückgehen und den Mennonitischen Brüdergemeinden nahestehen) sowie Gemeinden von Altkolonier-Mennoniten.